# Woolungasaurus glendowerensis
Il woolungasauro (Woolungasaurus glendowerensis) è un rettile marino estinto, appartenente ai plesiosauri. Visse alla fine del Cretaceo inferiore (circa 110 milioni di anni fa) in Australia.

## Descrizione
Questo animale, come tutti i plesiosauri, possedeva un collo eccezionalmente allungato: la sua lunghezza era pari a quella di corpo e coda messi insieme. L'intero animale doveva essere lungo circa 9 metri. L'aspetto era quello classico di un plesiosauro, con zampe trasformate in pinne e corpo largo e piatto. Altri plesiosauri, come Elasmosaurus e Thalassomedon, possedevano un collo ancor più lungo.

## Classificazione

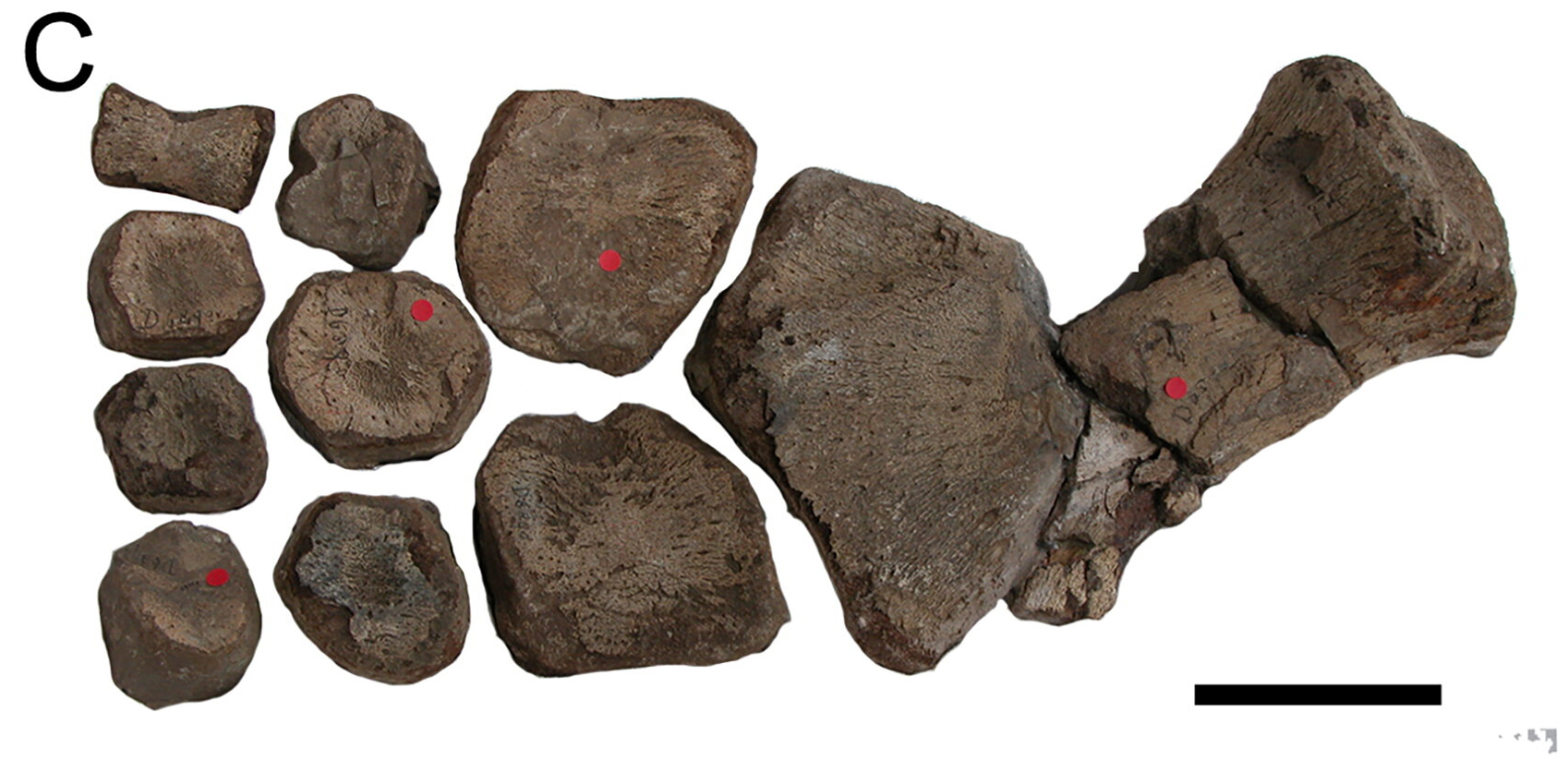
Fossile di una zampa di Woolungasaurus

Il woolungasauro è considerato un membro primitivo della famiglia degli elasmosauridi: le caratteristiche primitive si riscontrano soprattutto nella lunghezza del collo, inferiore a quella di altri membri della famiglia vissuti in epoca successiva (i già citati Elasmosaurus e Thalassomedon, ma anche Styxosaurus e Hydrotherosaurus). È possibile che questo animale fosse imparentato con l'elasmosauro Libonectes.

## Stile di vita
Questo plesiosauro doveva essere un notevole predatore di pesci di mare aperto, grazie al collo lungo che veniva spostato entro un vasto raggio. I denti lunghi e appuntiti facevano da trappola una volta raggiunta la preda. Il woolungasauro, però, era esso stesso preda di un altro grande rettile marino, Kronosaurus: alcuni resti, infatti, mostrano un cranio danneggiato da probabili morsi di un animale più grande. In quel periodo, l'unico predatore di maggiori dimensioni conosciuto nella zona era il pliosauro gigante Kronosaurus.